# Robert Maras
Robert Maras (Friburgo in Brisgovia, 20 ottobre 1978) è un ex cestista e allenatore di pallacanestro tedesco.

## Carriera
Con la Germania ha disputato i Campionati mondiali del 2002 e due edizioni dei Campionati europei (2003, 2005).

## Palmarès
- Campionato tedesco: 3

Alba Berlino: 1998-99, 1999-2000
Skyliners Francoforte: 2003-04
- Coppa di Germania: 1

Alba Berlino: 1999